# 의성 정씨
의성 정씨(義城丁氏)는 경상북도 의성군을 본관으로 하는 한국의 성씨이다. 시조 정영손(丁令孫)은 고려에서 경산부사(京山府使), 밀직부사(密直副使)등을 지내다가 조선의 건국에 공을 세워 원종공신(原從功臣)으로 의성군(義城君)에 봉해졌다.

## 참고 자료
- “의성정씨(義城丁氏)”. 뿌리를 찾아서.[깨진 링크(과거 내용 찾기)]